# Fagauvea
Fagauvea o faga uvea és una llengua austronèsia parlada majoritàriament a l'àrea tradicional de Iaai, al municipi d'Ouvéa, a les illes Loyauté, Nova Caledònia. Té 2.200 parlants nadius i encara que no té l'estatut de llengua regional de França és ensenyada a l'Inalco.

## Característiques
El fagauvea constitueix l'única llengua polinèsia qui és indígena de Nova Caledònia. Des de la seva instal·lació a Ouvéa, aquesta comunitat polinèsia està en contacte amb el iaai, l'altra llengua parlada a l'illa. Aquest contacte lingüístic ha afectat profundament la fonologia i el lèxic del fagauvea.

## Nom
Els parlants designen llur llengua amb el nom Fagauvea, que també és el nom usat en francès. En anglès a vegades s'usa el nom West Uvean per a distingir la llengua de la relacionada East Uvean o wallisià, parlat a l'illa Wallis (ʻUvea).